# ユカテコ語
ユカテコ語（ユカテコご、英語: Yucatec Maya 、ユカテコ語: Màaya t'àan）は主にユカタン半島で話される言語である。マヤ語族のユカテコ語群に属する。話者は主にメキシコのユカタン州、キンタナ・ロー州、カンペチェ州に分布する。ほかに、ベリーズ北部に居住する。
メキシコでの正式名称は単にマヤ語(Maya)である。
国立先住民言語研究所(INALI)によれば、2010年の5歳以上の話者の数は約80万人で、これはメキシコの先住民の言語としてはナワトル語の次に多い。
2009年からウィキメディア財団はウィキメディア・インキュベーター上でユカテコ語版ウィキペディアを試験運用している。

## 概要
ユカタン半島は後古典期マヤ文明の中心地であった。スペイン人による植民地時代には宣教師がラテン文字でユカテコ語を文字に記すようになった。後には先住民自身が自ら伝承や土地文書、遺言書などをマヤ語で残すようになった。『チラム・バラムの書』、『バカブの祭儀』 (Ritual of the Bacabs) 、『ツィトバルチェの歌』 (Songs of Dzitbalche) のようにさまざまなジャンルの文献が書かれた。
19世紀にはいるとサイザルアサの景気によって富を蓄積し、ユカタンの歴史や言語の書物が多数書かれるようになった。1937年にはユカタン・マヤ言語アカデミー(ALMY)が設立され、1980年に歴史的な語彙集を集大成した『コルデメックス・マヤ語辞典』(Diccionario Maya Cordemex)を、2003年には現代マヤ語辞典(Diccionario Maya Popular)を出版している。ブリセイダ・クエバス (Briceida Cuevas) のようにユカテコ語で詩を発表する者もある。
しかしながら、ユカタン半島の都市部では子供たちはもはやユカテコ語で育っておらず、本来保守的な地域だったユカタン州東部とキンタナ・ロー州も「マヤのリヴィエラ」の名前で観光地として開発されるとユカテコ語は子供たちに伝えられなくなった。

## 音声
ユカテコ語には以下の子音がある。
|        | 両唇音  | 歯茎音 | 後部歯茎音 | 硬口蓋音 | 軟口蓋音 | 声門音 |
| ------ | ------- | ------ | ---------- | -------- | -------- | ------ |
| 破裂音 | p pʼ bʼ | t tʼ   |            |          | k kʼ     | ʼ      |
| 破擦音 |         | ts tsʼ | ch chʼ     |          |          |        |
| 摩擦音 |         | s      | x          |          |          | j      |
| 鼻音   | m       | n      |            |          |          |        |
| 流音   |         | l      |            |          |          |        |
| 半母音 | w       |        |            | y        |          |        |

ほかに、主にスペイン語からの借用語にrが出現する。
植民地時代のユカテコ語では j [χ] と h が区別されていたが、現代では音韻的な区別は存在しない。
母音には5つの短母音a e i o uと長母音aa ee ii oo uuがある。
マヤ語族の中でユカテコ語は声調を持つ代表的な言語である（ほかに南部ラカンドン語、ウスパンテコ語にも声調がある。モチョ語と一部のツォツィル語にも声調があるとされる）。声調の区別があるのは長母音のみで、低声調、高声調、高声調で後半にきしみ声をともなうものの3種類がある。ライル・キャンベルによると、歴史的には低声調が本来の長母音、高声調がCVhCから変化したもの、きしみ声をともなうものはCVʔCに由来するものである。高声調は実際には昇り声調である。
- chak [tʃak] 「赤い」
- chaak [tʃàːk] 「煮る」
- cháak [tʃáːk] 「雨」
- chaʼak [tʃáa̰k] 「でんぷん」

強勢は語根の最初または2番目の音節にある。

## 文法
ユカテコ語の動詞は相、法、状態（相と他動性の組み合わせによって決まる接尾辞）を標示する。
他のマヤ語と同様にユカテコ語は能格言語である。人称接辞にA型（能格）とB型（絶対格）の区別があり、他動詞の主語(A)はA型、他動詞の目的語(O)と自動詞の主語(S)はB型の人称接辞で標示される。ユカテコ語は相を条件とした分裂能格言語であり、不完全相では自動詞の主語がA型の人称接辞で標示される。A型接辞は接頭辞、B型接辞は接尾辞である。
名詞にA型の人称接辞を加えることで所有構文を作ることができるが、このときに語根の短母音が長母音になったり、高声調が低声調になったりすることがある。
|                | A型          | B型        | 独立人称代名詞 |
| -------------- | ------------ | ---------- | -------------- |
| 一人称単数     | in(w)-       | -en        | teen           |
| 二人称単数     | a(w)-        | -ech       | teech          |
| 三人称単数     | u(y)-        | -∅         | letiʼ          |
| 一人称複数除外 | k-           | -oʼon      | toʼon          |
| 一人称複数包含 | k- … -eʼex   | -oʼon-eʼex | toʼon-eʼex     |
| 二人称複数     | a(w) … -eʼex | -eʼex      | teʼex          |
| 三人称複数     | u(y)-oʼobʼ   | -oʼobʼ     | letiʼ-oʼobʼ    |

態には能動態、中動受動態（逆使役態の一種）、逆受動態、受動態がある。態によって語幹の母音が変化する。
- 能動態：k-in pʼej-ik 「私はそれを砕く」（k- 不完全相、in 一人称単数A型（目的語（三人称単数B型）はゼロ）、pʼej「砕く」、-ik 他動詞の不完全相状態接辞）
- 受動態：k-u pʼeʼej-el 「それは砕かれた」（u 三人称単数A型、-el 自動詞の不完全相状態接辞）
- 中動受動態：k-u pʼéej-el「それは砕いてある」
- 逆受動態：k-in pʼeej「私は砕く」

前置詞はtiʼがある。関係名詞は形態的にはA型の人称接辞のついた名詞だが、しばしば前置詞と同様に機能する。tiʼと組み合わせて使われることが多い。
基本的な語順はVOS型だが、現実にはSが主題化したSVOの語順になることの方が多い。

## 関連文献
- Bricker, Victoria; Eleuterio Poʼot Yah; Ofelia Dzul de Poʼot (1998). A Dictionary of The Maya Language As Spoken in Hocabá, Yucatán. University of Utah Press. ISBN 0874805694
- 吉田栄人「現代マヤ文学の誕生 ―原風景としての伝統的なマヤ村の発見―」『国際文化研究科論集』第26号、2018年、15-27頁。